# عائلة سوموزا

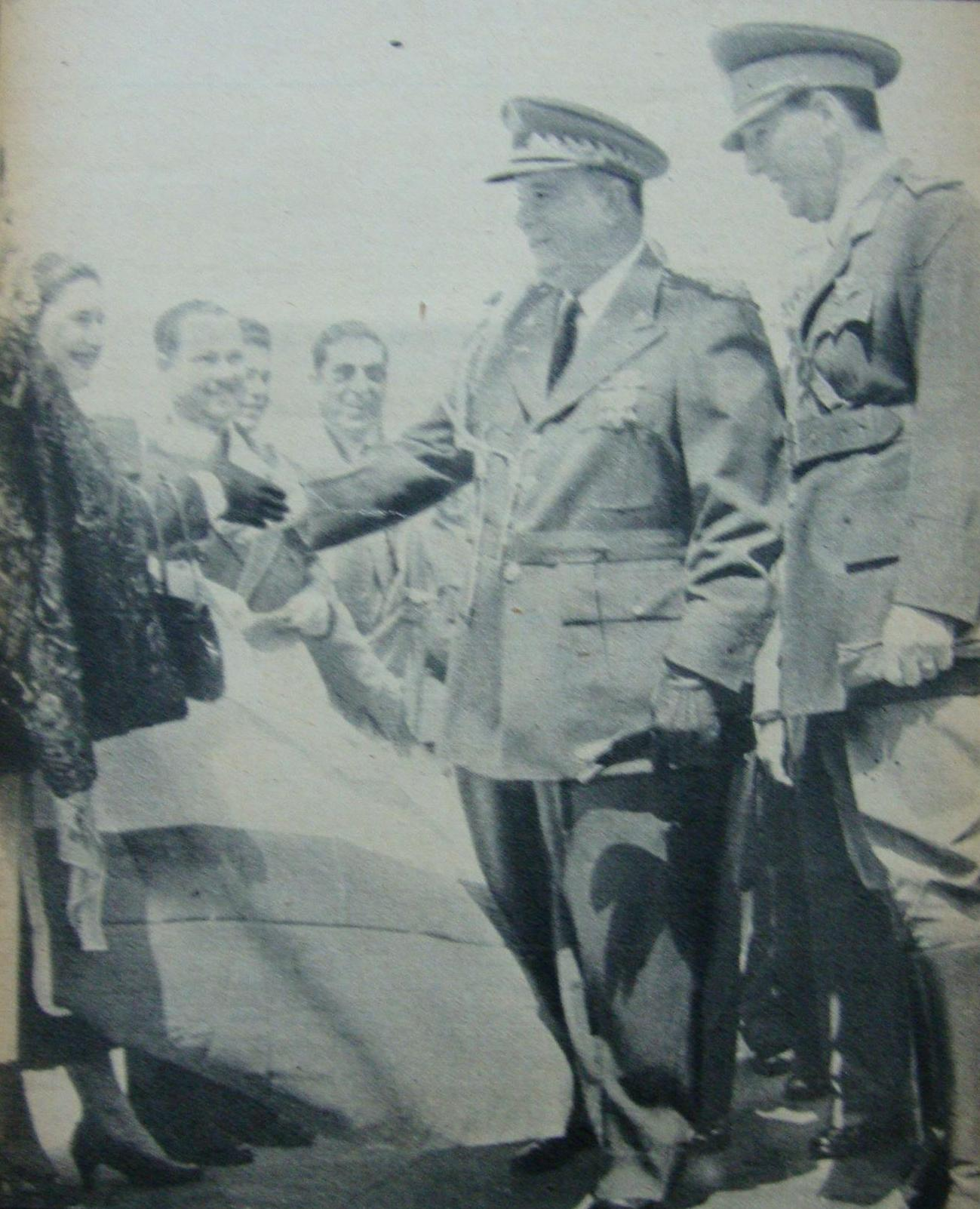

عائلة سوموزا (بالإسبانية: Familia Somoza)‏، كانت عائلية دكتاتورية إستبدادية في نيكاراغوا استمرت ثلاثة وأربعين عامًا في الحكم، من عام 1936 إلى عام 1979.
- الأب: الرئيس أناستاسيو سوموزا، (الرئيس الحادي والعشرين لجمهورية نيكاراغوا. حكم البلاد لفترتين (الفترة الأولى: من 1 يناير 1937م - إلى 1 مايو 1947م و (الفترة الثانية: من 21مايو 1950م - إلى 29 سبتمبر 1956م). تم إغتاله في 21 سبتمبر 1956).
- الابن: الرئيس لويس سوموزا ديبايل، (الرئيس السادس والعشرون لنيكاراغوا من 21 سبتمبر 1956 إلى 1 مايو 1963).
- الابن: الرئيس أناستاسيو سوموزا ديبايل، (الرئيس من 1 مايو 1967 إلى 1 مايو 1972 - ومن 1 ديسمبر 1974 إلى 17 يوليو 1979).

## روابط خارجية
- صفحة عن عائلة Somozas باللغة الإسبانية
- وفيات سوموزا